# Enerbia
Enerbia è un ensemble italiano originario della provincia di Piacenza.
Composto da musicisti di diversa formazione culturale uniti dalla passione per la musica popolare e da un progetto che intende valorizzare uno dei più importanti repertori tradizionali dell'Appennino nord-occidentale, quello delle Quattro province (Genova, Piacenza, Pavia e Alessandria).
Nella fitta trama di sentieri e di strade che attraversano le valli e che mettono in comunicazione la pianura con il mare non si sono solo scambiate merci, come l'olio e il sale, ma è fiorita nel corso dei secoli una ricca tradizione musicale, per molto tempo tramandata solo oralmente da musicista a musicista.
La musica, il ballo e il canto segnavano e segnano i momenti più importanti della vita delle genti dell'Appennino: il fidanzamento, il matrimonio, la gioia del ritorno della stagione primaverile, le feste nelle notti d'estate, le nascite e le morti.
Gli Enerbia eseguono antichi balli come la giga, la piana, l'alessandrina, la bisagna, il perigordino e più moderni come il valzer e le polche.
L'esperienza di riferimento di cui Enerbia rappresenta la naturale prosecuzione, è quella dei Suonatori delle quattro province, gruppo storico del folk italiano di cui hanno fatto parte anche Franco Guglielmetti e Stefano Faravelli.
Nel 2009 pubblicano un nuovo album La Rosa e la Viola composto da tracce audio e video.

## Formazione
- Maddalena Scagnelli: voce, violino
- Franco Guglielmetti: fisarmonica
- Gabriele Dametti: piffero, müsa
- Massimo Braghieri: arrangiamento e ricerca musicale sui brani

## Concerti
- Milano (Festa della musica)
- Valle d'Aosta (Musique traditionelle en Vallée D'Aoste - “ététrad2003”)
- La Spezia ( Musica nel Parco delle Cinque Terre- Biassa)
- Scapoli -IS- (Festival della zampogna)
- Volpedo -AL- (“Cent'anni di Quarto Stato”- Concerto finale della mostra dedicata a Pellizza da Volpedo)
- Genova (Convegno del Conservatoire des cuisinnes mediterranéennes)
- Rieti (Suoni d'aria ad alta quota)
- Parma (Musica al Museo della civiltà contadina E. Guatelli)
- Frosinone (Ernica Etnica-Viaggio alla ricerca delle radici musicali italiane)
- Piacenza (Un'isola tra i monti-Festival di musica popolare)
- Forlimpopoli -FC- (Word Music Magazine-Tribù Italiche Emilia-Romagna),
- Belgioioso -PV- (Settembre Culturale)
- Piacenza (Festival “Pulcheria”, concerto con Giovanna Marini)
- Aosta (Fiera di Sant'Orso”)
- Collecchio -PR- (Festa multietnica)
- Biella (Gran Ballo del Piemonte)
- Gennetines, Francia (“Gran Ballo d'Europa”)
- Ogni anno inoltre partecipa alla rassegna Appennino Festival.

Come portatore della tradizione oltre ad una intensa attività concertistica sul territorio nazionale è stato chiamato ad esibirsi in:
- Francia
- Spagna
- Svizzera

## Collaborazioni
- Tra i progetti più interessanti vi è quello di uno spettacolo teatrale dove la musica tradizionale si interseca con le liriche di Giorgio Caproni, uno dei poeti più grandi del Novecento, che ha vissuto a lungo in alta val Trebbia. Lo spettacolo è stato presentato al Teatro San Cristoforo di Piacenza il 16 maggio 2003.
- 2007 Enerbia hanno contribuito con due dei brani alla colonna sonora del film del maestro Ermanno Olmi Cento Chiodi Si tratta del valzer I disertori e del brano cantato E c'era una ragazza.

## Discografia
- 2003: Così lontano l'azzurro, EDT
- 2009: La Rosa e la Viola, Le vie del Sale

## Compilation
- 2002 - Tribù italiche Emilia-Romagna—EDT
- 2003 - Las Musicas de Italia—FNAC ESPANA
- 2005 - Soffi d'ancia—Radici Music Records